# 第二次重慶戰鬥
重慶戰鬥發生於1923年4月6日，地點則是在中國川南。是北洋政府時期內戰之一，也是四川軍方派系內鬨戰鬥之一。交戰兩方為川二軍及川一軍。戰鬥末了，川一軍退至瀘州。